# Skvark
Skvark (ozanaka {\displaystyle {\tilde {q}}\,}) je superpartner kvarka. Spada med sleptone oziroma med sfermione.